# Ambermantis wozniaki
Ambermantis wozniaki (лат.) — вид вымерших богомолов, единственный в роде Ambermantis и семействе Ambermantidae Grimaldi, 2003. Обнаружен в меловых янтарях из отложений Северной Америки (США, Нью-Джерси, White Oaks Pit, Raritan Formation, около 90 млн лет, туронский ярус).

## Описание
Мелкого размера богомолы, длина тела около 15 мм, передние крылья — 9,5 мм. Церки состоят из 20 сегментов. Отличаются экстремально длинными задними ногами с длиной задней голени вместе с лапкой равной длине всего тела. Также обладали очень длинными нитевидными усиками (16 мм, то есть длиннее всего тела). Нижнечелюстные щупики 5-члениковые, нижнегубные щупики состоят из 3 сегментов (формула 5,3).
Вид Ambermantis wozniaki был впервые описан в 2003 году американским палеоэнтомологом Дэвидом Гримальди (Grimaldi David A., American Museum of Natural History, США), вместе с видами Santanmantis axelrodi, Burmantis asiatica, Burmantis lebanensis, Burmantis burmitica.
Родовое название Ambermantis происходит от двух слов: янтарь (amber) и богомол (mantis). Видовое название A. wozniaki дано в честь Джозефа Возняка (Joseph Wozniak), нашедшего кусок янтаря с голотипом.